# Nekrolog 43 v. Chr.
Dies ist eine Liste von im Jahr 43 v. Chr. verstorbenen bekannten Persönlichkeiten. Die Einträge erfolgen alphabetisch sortiert.
| Tag              | Name                            | Beruf, bekannt als                                                                                | Alter |
| ---------------- | ------------------------------- | ------------------------------------------------------------------------------------------------- | ----- |
|                  | Antipatros                      | Vater von Herodes dem Großen, Ratgeber von Johannes Hyrkanos II. und römischer Verwalter in Judäa |       |
| zweites Halbjahr | Atia                            | Mutter des römischen Kaisers Augustus und die Nichte von Gaius Iulius Caesar                      |       |
| September        | Decimus Iunius Brutus Albinus   | römischer Politiker und Soldat                                                                    |       |
| August           | Marcus Caecilius Cornutus       | römischer Politiker                                                                               |       |
| 7. Dezember      | Marcus Tullius Cicero           | berühmteste Redner des alten Rom, zudem Anwalt, Schriftsteller, Philosoph und Politiker           |       |
| Juli             | Publius Cornelius Dolabella     | römischer Politiker und Feldherr                                                                  |       |
| 21. April        | Aulus Hirtius                   | römischer Politiker und Schriftsteller                                                            |       |
|                  | Decimus Laberius                | römischer Ritter und ein berühmter Mimendichter                                                   |       |
|                  | Lucius Minucius Basilus         | römischer Politiker und Soldat                                                                    |       |
|                  | Quintus Pedius                  | römischer Senator und Neffe oder Großneffe des Diktators Gaius Iulius Caesar                      |       |
| 21. April        | Lucius Pontius Aquila           | römischer Politiker, der zu den Caesarmördern zählte                                              |       |
|                  | Publius Titius                  | römischer Politiker                                                                               |       |
|                  | Lucius Roscius Fabatus          | römischer Politiker                                                                               |       |
|                  | Servius Sulpicius Rufus         | römischer Politiker, Redner und vorklassischer Jurist                                             |       |
|                  | Gaius Trebonius                 | römischer General und Politiker, der zu den Caesarmördern zählte                                  |       |
|                  | Quintus Tullius Cicero          | römischer Politiker und der jüngere Bruder von Marcus Tullius Cicero                              |       |
|                  | Gaius Verres                    | römischer Politiker, Statthalter der Provinz Sizilien                                             |       |
| 23. April        | Gaius Vibius Pansa Caetronianus | römischer Politiker, Konsul der römischen Republik                                                |       |